# Jacques Pelletier (professeur)
 (mai 2023).
La mise en forme du texte ne suit pas les recommandations de Wikipédia : il faut le « wikifier ».
Les points d'amélioration suivants sont les cas les plus fréquents :
- Les titres sont pré-formatés par le logiciel. Ils ne sont ni en capitales, ni en gras.
- Le texte ne doit pas être écrit en capitales (les noms de famille non plus), ni en gras, ni en italique, ni en « petit »…
- Le gras n'est utilisé que pour surligner le titre de l'article dans l'introduction, une seule fois.
- L'italique est rarement utilisé : mots en langue étrangère, titres d'œuvres, noms de bateaux, etc.
- Les citations ne sont pas en italique mais en corps de texte normal. Elles sont entourées par des guillemets français : « et ».
- Les listes à puces sont à éviter, des paragraphes rédigés étant largement préférés. Les tableaux sont à réserver à la présentation de données structurées (résultats, etc.).
- Les appels de note de bas de page (petits chiffres en exposant, introduits par l'outil «  Source ») sont à placer entre la fin de phrase et le point final[comme ça].
- Les liens internes (vers d'autres articles de Wikipédia) sont à choisir avec parcimonie. Créez des liens vers des articles approfondissant le sujet. Les termes génériques sans rapport avec le sujet sont à éviter, ainsi que les répétitions de liens vers un même terme.
- Les liens externes sont à placer uniquement dans une section « Liens externes », à la fin de l'article. Ces liens sont à choisir avec parcimonie suivant les règles définies. Si un lien sert de source à l'article, son insertion dans le texte est à faire par les notes de bas de page.
- La présentation des références doit suivre les conventions bibliographiques. Il est recommandé d'utiliser les modèles {{Ouvrage}}, {{Chapitre}}, {{Article}}, {{Lien web}} et/ou {{Bibliographie}}. Le mode d'édition visuel peut mettre en forme automatiquement les références.
- Insérer une infobox (cadre d'informations à droite) n'est pas obligatoire pour parachever la mise en page.

Pour une aide détaillée, merci de consulter Aide:Wikification.
Si vous pensez que ces points ont été résolus, vous pouvez retirer ce bandeau et améliorer la mise en forme d'un autre article.
Pour les articles homonymes, voir Jacques Pelletier et Pelletier.
Jacques Pelletier est un essayiste et professeur québécois, syndicaliste et militant de la gauche universitaire.

## Biographie
Né à Québec en 1944, il fait ses études à l'Académie de Québec, à l'Université Laval puis à l'Université d'Aix-en-Provence, où il obtient son doctorat ès lettres. Il est successivement professeur à l'Université du Québec à Rimouski et à l'Université du Québec à Montréal. Militant syndical, il a été président du Syndicat des professeurs de l'Université du Québec à Rimouski (1978) et du Syndical des professeurs et des professeures de l'Université du Québec à Montréal (2003-2006).
Spécialiste de la sociologie littéraire et de la sociocritique, il a publié plusieurs ouvrages sur le roman québécois et des essais polémiques sur des enjeux culturels, universitaires et politiques contemporains. Il a fait partie du comité de rédaction des revues Voix et images, Possibles, À babord! et Nouveaux Cahiers du socialisme. Il a dirigé les Cahiers du Département d'études littéraires ainsi que les collections Essais critiques et Interventions aux Éditions Nota bene. Il fait partie des fondateurs de la Société d'études beaulieusiennes, dont l’objectif premier est d’encourager et de stimuler les recherches sur l’œuvre de Victor-Lévy Beaulieu.

## Jacques Pelletier et le roman national
Dans son essai Le roman national: essais : Néo-nationalisme et roman québécois contemporain, Jacques Pelletier s’intéresse à déceler la dimension politique, plus particulièrement l’idéologie nationaliste, dans la production romanesque québécoise d'héritage canadien français de la Révolution tranquille. Il constate qu'il existe un « récit identitaire [qui] traduit sur le plan discursif la prégnance de la question nationale sur le plan social ». Il décèle un tel récit dans les romans de l'écrivain Jacques Godbout. Par exemple, dans le roman l'Aquarium, les thèmes de l'existentialisme et du paradoxe identitaire seraient centraux,. En effet, dans ce roman se déroulant dans un pays colonisé imaginaire, le héros est "coincé entre deux univers" (l'univers des coloniaux rejeté par le héros et l'univers des colonisé synonyme d'espoir). Ces thèmes, prégnants aussi dans dautres romans de Godbout comme Le couteau sur la table et SalutGalarneau reflèteraient les enjeux (notamment identitaires) du néonationalisme québécois de la Révolution tranquille et les propres doutes des québécois coincés entre leur "québécité" et leur "canadianité/américanité",.

## Publications (Livres)
- Le Quatuor d'Alexandrie de Lawrence Durrell, Paris, Hachette, 1975, 93 p.
- Le social et le littéraire. Anthologie [compilateur], Montréal, Université du Québec à Montréal, 1984, 367 p.
- Lecture politique du roman québécois contemporain. Essais, Québec, Université du Québec à Montréal, 1984,150 p.
- L'avant-garde culturelle et littéraire des années 1970 au Québec [dir.], Montréal, Université du Québec à Montréal, 1986, 193 p.
- Le roman national: essais. Néo-nationalisme et roman québécois contemporain, Montréal, vlb éditeur, 1991, 237 p.
- Les habits neufs de la droite culturelle. Les néo-conservateurs et la nostalgie de la culture d'ancien régime, Montréal, vlb éditeur, 1994, 126 p.
- Littérature et société. Anthologie [compilateur], Montréal, vlb éditeur, 1994, 446 p. Avec Lucie Robert et Jean-François Chassay.
- Le poids de l'histoire. Littérature, idéologies, société du Québec moderne, Montréal, Nuit blanche éditeur, 1995, 346 p.
- L'écriture mythologique. Essai sur l'œuvre de Victor-Lévy Beaulieu, Montréal, Nuit blanche éditeur, 1996, 278 p.
- Au delà du ressentiment. Réplique à Marc Angenot, Montréal, xyz éditeur, 1996, 98 p.
- Situation de l'intellectuel critique. La leçon de Broch, Montréal, xyz éditeur, 1997, 227 p.
- La gauche a-t-elle un avenir? Écrits à contre-courant, Montréal, Nota Bene éditeur, 2000, 235 p.
- Victor-Lévy Beaulieu: un continent à explorer, Montréal, Nota Bene éditeur, 2003, 451 p.
- Le testament de Zola: les Évangiles et la religion de l'humanité au tournant du XXe siècle, Montréal, Nota Bene éditeur, 2004, 201 p.
- Que faire de la littérature? L'exemple de Hermann Broch, Montréal, Nota Bene, 2005, 273 p.
- Question nationale et lutte sociale, la nouvelle fracture. Écrits à contre-courant 2, Montréal, Nota Bene éditeur, 2007, 302 p.
- Croisements littéraires et politiques: écriture et émancipation. Écrits à contre-courant 3, Montréal, Nota Bene éditeur, 2010, 322 p.
- Victor-Lévy Beaulieu, l'homme-écriture, Montréal, Nota Bene, 2010, 407 p.
- Parti pris: une anthologie [compilateur], Montréal, Lux éditeur, 2013, 367 p.
- L'université: fin de partie, et autres écrits à contre-courant, Montréal, Varia, 2017, 304 p.